# Izydora Dąmbska
Izydora Dąmbska (ur. 3 stycznia 1904 we Lwowie, zm. 18 czerwca 1983 w Krakowie) – polska filozof, logik, tłumaczka i epistemolog. Uczennica i współpracowniczka Kazimierza Twardowskiego, przedstawicielka lwowsko-warszawskiej szkoły filozoficznej.

## Życiorys
Wywodziła się ze starej szlacheckiej rodziny Dąmbskich z Lubrańca, herbu Godziemba, którzy do czasów rozbiorów mieszkali na Kujawach. Na przełomie XVIII i XIX rodzina Dąmbskich osiedliła się w Rudnej Wielkiej, koło Rzeszowa. Była najmłodszą córką Stanisława Dąmbskiego posła Sejmu Krajowego Galicji, późniejszego senatora II Rzeczypospolitej, oraz Antoniny Zaleskiej, córki Filipa Zaleskiego. Wydarzenia I wojny światowej, a następnie walk polsko-ukraińskich i wojny polsko-radzieckiej spowodowały, że wraz z rodziną zmuszona była zmieniać miejsca pobytu, co uniemożliwiło jej regularną naukę w szkole. Wykształcenie podstawowe i średnie otrzymała w formie prywatnych lekcji, a maturę zdała eksternistycznie w 1922 w Prywatnym Gimnazjum Realnym Sióstr Urszulanek we Lwowie.
W tym samym roku rozpoczęła studia filozoficzne na Uniwersytecie Jana Kazimierza we Lwowie pod kierunkiem profesora Kazimierza Twardowskiego – wychowawcy wielu pokoleń polskich filozofów. W czasie studiów słuchała również wykładów Mścisława Wartenberga – z historii filozofii, Kazimierza Ajdukiewicza – z logiki, Juliusza Kleinera – z historii literatury, oraz Romana Ingardena. Doktorat uzyskała 26 lutego 1927 roku w Uniwersytecie Jana Kazimierza we Lwowie na podstawie rozprawy Teoria sądu E. Goblota, napisanej pod kierunkiem Twardowskiego. Równocześnie po złożeniu egzaminu państwowego i uzyskaniu odpowiednich uprawnień rozpoczęła pracę w lwowskich szkołach średnich – ogólnokształcących i pedagogicznych – jako nauczycielka języka polskiego i propedeutyki filozofii.
W 1930 roku, po przejściu Kazimierza Twardowskiego na emeryturę, Dąmbska odeszła z Uniwersytetu we Lwowie i dzięki uzyskanemu stypendium z Funduszu Kultury Narodowej wyjechała w ośmiomiesięczną podróż naukową. Odwiedziła Wiedeń, gdzie nawiązała kontakty z Kołem Wiedeńskim, przede wszystkim zaś z Moritzem Schlickiem, a następnie – Berlin, gdzie zetknęła się z Hansem Reichenbachem. W Paryżu słuchała wykładów Andre Lalande’a, Leona Brunschvicga i Edouarda Le Roya oraz nawiązała liczne kontakty z francuskim środowiskiem filozoficznym, podtrzymywane i kontynuowane do końca życia. Szczególnie serdecznymi więzami przyjaźni związała się z Wandą Dunin Borkowską, Ireną Gałęzowską i Eugeniuszem Minkowskim. W czasie tej podróży utrzymywała kontakt listowny ze swym mistrzem Kazimierzem Twardowskim, który służył jej radą oraz którego autorytet i listy wprowadzające ułatwiły jej nawiązanie kontaktów za granicą. Plonem tej wyprawy było również kilka artykułów oraz opublikowana w 1933 roku we Lwowie obszerniejsza rozprawa O prawach w nauce.

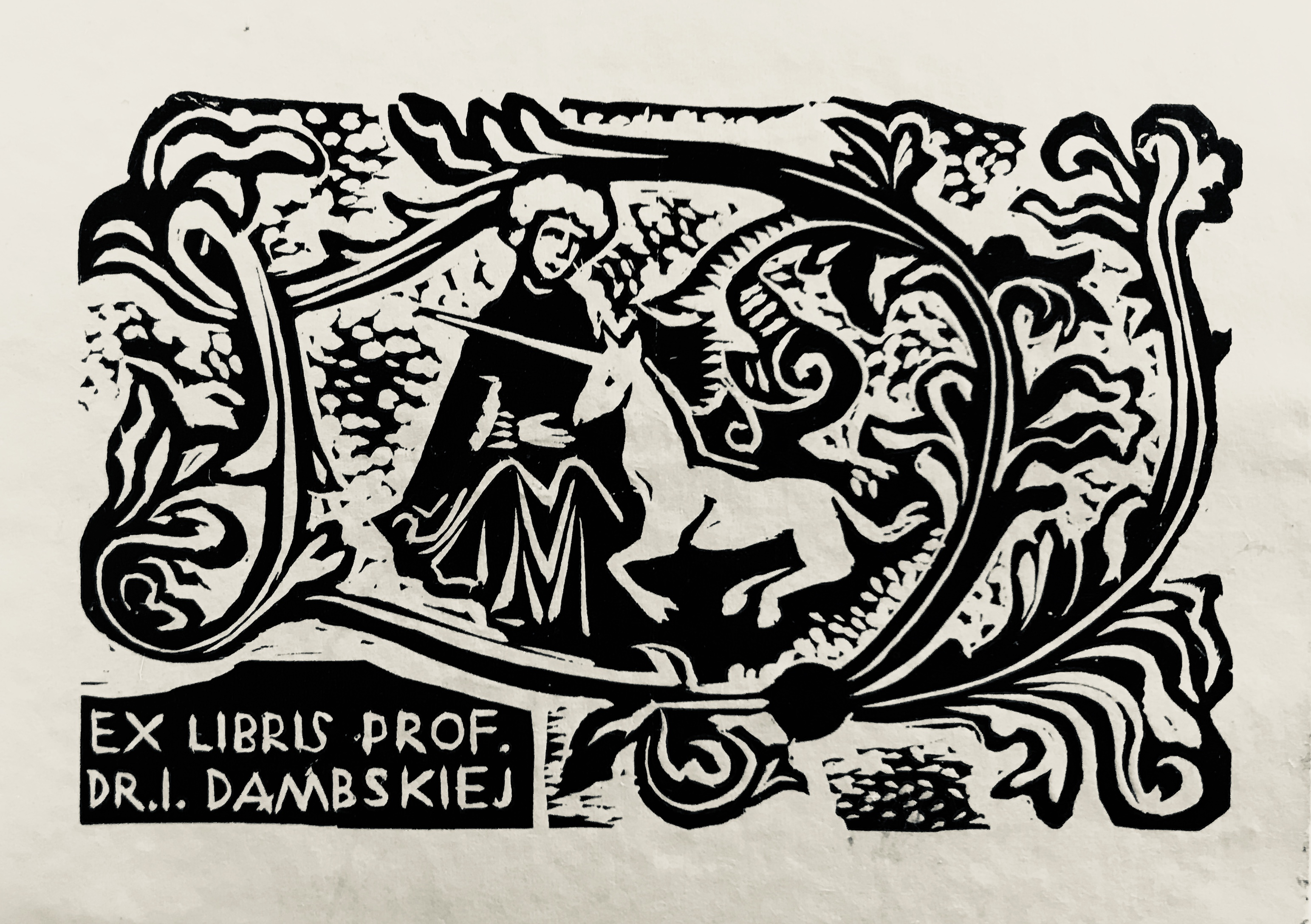
Ekslibrys Dąmbskiej

Po powrocie Dąmbska pracowała w lwowskich szkołach średnich, utrzymując jednocześnie ścisły kontakt z Uniwersytetem Jana Kazimierza. Współpracowała z lwowskim środowiskiem filozoficznym, działając w Polskim Towarzystwie Filozoficznym (m.in. w latach 1931–1939 była członkiem Komitetu Redakcyjnego Biblioteki Filozoficznej PTF oraz od 1937 roku została członkiem Zarządu PTF i przewodniczącą sekcji teorii poznania). Brała również aktywny udział w zjazdach filozoficznych krajowych i zagranicznych. W czerwcu 1936 roku wyjechała do Kopenhagi, gdzie uczestniczyła w II Międzynarodowym, Kongresie dla Jedności Nauki zorganizowanym przez Koło Wiedeńskie, a we wrześniu tego samego roku na odbywającym się w Krakowie III Polskim Zjeździe Filozoficznym wygłosiła referat Czy intersubiektywne podobieństwo wrażeń zmysłowych jest niezbędnym założeniem nauk przyrodniczych. W latach 1937–1940 pracowała jako psycholog w Instytucie Psychotechnicznym we Lwowie.
Szczególnie bolesnym wstrząsem dla Izydory Dąmbskiej, podobnie jak dla wielu uczniów Kazimierza Twardowskiego, była jego śmierć w lutym 1938 roku. Dąmbska do końca swego życia żarliwie broniła jego pamięci i stawiała za wzór cnót moralnych i obywatelskich. Po jego śmierci razem z Danielą Gromską przejęła Redakcję założonego przez Kazimierza Twardowskiego „Ruchu Filozoficznego”.
Jeszcze przed śmiercią Twardowskiego coraz większy wpływ na twórczość Dąmbskiej zaczął wywierać Władysław Witwicki, jeden z pierwszych uczniów Twardowskiego. Zetknęła się z nim już na początku swoich studiów, słuchając jego odczytu Z filozofii nauki, otwierającym obrady I Polskiego Zjazdu Filozoficznego we Lwowie w 1923 roku. Wówczas to spotkanie nie wywarło na nią większego wpływu. Dopiero w październiku 1935 roku Witwicki zachwycony jej Zarysem historii filozofii starożytnej napisał do niej pierwszy list, który zapoczątkował trwający trzynaście lat (to jest do śmierci Witwickiego w 1948 roku) okres przyjaźni wypełniony współpracą naukową, licznymi kontaktami osobistymi i niezwykle ożywioną korespondencją (około 570 listów). Kontakty te odegrały dopiero wówczas pierwszoplanową rolę w biografii intelektualnej Dąmbskiej. W wielu późniejszych jej pracach odnaleźć można wyraźne ślady tego spotkania. W 1938 roku Dąmbska dokonała przekładu na język francuski Wiary oświeconych, głównego dzieła Witwickiego z zakresu psychologii religii, a w lipcu 1939 roku napisała referat prezentujący najważniejsze tezy tej pracy, z zamiarem przedstawienia go na sekcji psychologicznej PTF we Lwowie, ale zamiaru tego już nie zdążyła zrealizować z powodu wybuchu wojny.
W maju 1939 roku, wobec zagrożenia wojennego, Dąmbska, która wyniosła z domu głęboką miłość i przywiązanie do Ojczyzny, zgłosiła się do odbycia kursu sanitarnego, a następnie w czasie kampanii wrześniowej pracowała ochotniczo jako sanitariuszka w szpitalu wojennym. Po zakończeniu działań wojennych pracowała (do czasu likwidacji w 1940 r.) w Instytucie Psychotechnicznym, a następnie w bibliotece Instytutu Przeciwgruźliczego (w latach 1940–1941) oraz w Bibliotece Zakładu Narodowego im. Ossolińskich (w latach 1941–1945). Włączyła się również w nurt walki z okupantem. W szeregach Armii Krajowej dużą część wysiłku poświęcała pracy informacyjnej. Poza tym już od lipca 1940 roku Dąmbska razem z Fryderyką Jarzębińską przystąpiła do organizowania we Lwowie tajnego nauczania. Gdy w rok później przybył tam z Warszawy delegat Czesław Wycech z zadaniem zorganizowania tajnego nauczania, zastał we Lwowie 20 działających już pod ich kierunkiem cztero- i sześcioosobowych kompletów. Do tej pracy Dąmbska przywiązywała wielką wagę, a w kilkadziesiąt lat później jedna z jej byłych uczennic napisała we wspomnieniu: „Na lekcji polskiego czytała czasem fragmenty wierszy – cicho, spokojnie, a tak, że niejednokrotnie się pobeczeliśmy, a potem gotowi byliśmy strzelać i ginąć, choć przecie nie powiedziała nigdy: strzelaj, bij się, giń z honorem. Nie używała wielkich słów, nie cierpiała patosu. [...] uczyła przede wszystkim odróżniać dobro od zła, podłość od uczciwości i nie tylko odróżniać – uparcie, właśnie uparcie trwać i bronić najcenniejszych wartości, jakie tkwią w człowieku – nawet za cenę własnego życia”. Dąmbska, w porozumieniu z prof. Kazimierzem Ajdukiewiczem, organizatorem studiów filozoficznych w podziemnym Uniwersytecie Jana Kazimierza, prowadziła również od 1940 roku wykłady z „Głównych pojęć i zagadnień nauk filozoficznych” oraz z „Zarysu historii filozofii greckiej”. Mimo całego dramatyzmu lat okupacji Dąmbska, podobnie jak wielu innych polskich filozofów, nie zaniedbywała w tym okresie pracy naukowej. Szczególnie bliskie stosunki naukowe i przyjacielskie łączyły ją nadal z Władysławem Witwickim, który korzystał z jej pomocy przy pisaniu pracy o Platonie-pedagogu. Dąmbska, która jeszcze przed wojną pod wpływem Witwickiego zainteresowała się bliżej Platonem, przygotowała obszerną bibliografię i zebrała wiadomości o Platonie w Polsce, na podstawie których powstała później jej praca poświęcona recepcji pism Platona w Polsce. U schyłku mrocznych lat okupacji (1944–1945) powstało jej obszerne studium Stosunek człowieka do śmierci i jego rola w kształtowaniu się kultury, w którym śledziła zmagania się ducha ludzkiego – jednostek i grup ludzkich – z lękiem przed śmiercią.
W 1945 roku, zagrożona aresztowaniem przez NKWD, wyjechała z rodzinnego miasta (tęsknota za nim towarzyszyć jej będzie później przez całe życie) i osiadła w Gdańsku, gdzie podjęła pracę jako kustosz w Bibliotece Miejskiej, przemianowanej później na Bibliotekę PAN. W 1946 roku habilitowała się na Wydziale Humanistycznym Uniwersytetu Warszawskiego na podstawie rozprawy Irracjonalizm a poznanie naukowe, opublikowanej jeszcze w 1937 roku w „Kwartalniku Filozoficznym”. W latach 1946–1949, nadal pracowała w Bibliotece w Gdańsku i prowadziła wykłady zlecone na Wydziale Humanistycznym UW. W 1949 roku przeniosła swoją veniam legendi na Uniwersytet w Poznaniu i tam prowadziła wykłady i ćwiczenia z filozofii. W rok później, w związku z likwidacją studiów filozoficznych, jej zajęcia zostały zawieszone, a ona sama podzieliła los wielu polskich uczonych z okresu międzywojennego. Została odsunięta zarówno od nauczania uniwersyteckiego, jak i od możliwości publikowania swoich prac. Te dotkliwe restrykcje dotknęły m.in. większość uczniów Twardowskiego zajmujących stanowiska uniwersyteckie po wojnie. Ich poglądy filozoficzne stały się przedmiotem napaści ideologicznych, których zadaniem było zburzenie „legendy” szkoły lwowsko-warszawskiej oraz ujawnienie „idealistycznego i burżuazyjnego” charakteru jej filozofii. Ten ideologiczny atak nie ominął również twórczości nieżyjącego już Twardowskiego. W tym okresie Dąmbska (poza pracą w Bibliotece w Gdańsku) pracowała jako samodzielny redaktor naukowy w Bibliotece Klasyków Filozofii PWN. Nie mając możliwości publikowania w kraju własnych prac, zajęła się przekładami dzieł Leibniza i Kartezjusza. Jej sytuacja uległa pewnej poprawie z początkiem 1955 roku, kiedy to otrzymała tytuł profesora nadzwyczajnego oraz stanowisko samodzielnego pracownika naukowego w Bibliotece PAN, ale na powrót do zajęć uniwersyteckich przyszło jej jeszcze czekać dwa lata.
Po październiku 1956 Dąmbska otrzymała zaproszenie do objęcia katedry w Uniwersytecie Jagiellońskim w Krakowie oraz w Uniwersytecie Poznańskim. Mimo początkowych wahań zdecydowała się ostatecznie przyjąć ofertę Uniwersytetu Jagiellońskiego, gdzie od l września 1957 objęła katedrę historii filozofii (drugą katedrę zajmował R. Ingarden). Od początku swojej działalności dydaktycznej w Krakowie zgromadziła wokół siebie grupę uczniów i współpracowników. Po kilkuletniej przerwie mogła wreszcie publikować w kraju oraz uczestniczyć w zagranicznych kongresach i konferencjach naukowych. We wrześniu 1958 roku Dąmbska udała się w swą pierwszą po wojnie podróż zagraniczną: uczestniczyła w XII Międzynarodowym Kongresie Filozoficznym w Wenecji, a następnie, dzięki uzyskanemu stypendium Fundacji Forda, przebywała przez sześć miesięcy w Paryżu, gdzie, prowadziła własne badania oraz wygłosiła odczyty w Sorbonie i w Centre International de Synthèse.
Ten pomyślny okres nie trwał jednak zbyt długo. Już od początku lat sześćdziesiątych władze patrzyły coraz bardziej niechętnie na jej działalność dydaktyczną i wychowawczą. Powodem tej niechęci były poglądy Dąmbskiej odbiegające od głoszonych oficjalnie przez władze (warunkiem było wykładanie według tzw. metodologii marksistowskiej). W wielu publicznych wypowiedziach. występowała ona w obronie wolności badań filozoficznych, twierdząc, iż filozofia, podobnie jak każda rzetelna nauka, powinna być wytworem niezależnego i bezinteresownego dążenia umysłu ludzkiego do prawdy i że nie można jej uprawiać na gruncie jakiejkolwiek nakazanej z góry ideologii. Według niej, neutralny ideologicznie miał być również uniwersytet. Nawiązując do poglądów Twardowskiego, widziała misję wychowawczą uniwersytetu nie w tym, by urabiał młodzież w duchu tej czy innej ideologii, ale by w niej kształtował gorące umiłowanie prawdy i przysposabiał do niezależnych badań naukowych. Początkowo tego rodzaju niezależne postawy były tolerowane przez władze, ale w miarę wygaszania popaździernikowych przemian i wzmacniania ideologicznego nadzoru nad nauką i szkolnictwem wyższym, jej wykłady i seminaria oraz inne wystąpienia publiczne stawały się niepożądane i niewygodne. Po raz drugi więc odebrano jej katedrę i możliwość pracy dydaktycznej i z dniem 1 lipca 1964 roku przeniesiono, mimo jej sprzeciwu, do Instytutu Filozofii i Socjologii PAN, gdzie wprawdzie mogła prowadzić badania naukowe, ale indywidualnie i bez kontaktów z młodzieżą, które tak bardzo sobie ceniła. „Jest jasne, że trzeba będzie znów odejść. [...], ale chodzi o to, by przegrywający zachował twarz” – pisała w liście do Tadeusza Kotarbińskiego. Natomiast w przemówieniu pożegnalnym skierowanym do Rady Wydziału Filozoficzno-Historycznego UJ (którego z powodu natychmiastowości jej przeniesienia nie zdążyła wygłosić osobiście) stwierdziła: „To, że z tych powodów ustąpić muszę z filozoficznej katedry i Uniwersytet Jagielloński opuścić, jest dla mnie rzeczą nad wyraz ciężką. W niczym jednak nie zachwiało to mego przeświadczenia o moralnej słuszności zajmowanego przeze mnie stanowiska, którego nadal, tak samo jak dotąd, będę bronić, gdziekolwiek mi jeszcze działać wypadnie”. Postawie tej pozostała wierna do końca życia. Nigdy nie uległa żadnym „racjom” taktycznym, ale odważnie występowała w obronie wolności myśli oraz przeciwko wszelkim administracyjnym naciskom wolność tę naruszającym. Tak było w 1968 roku, gdy wystąpiła z apelem do Ministra Oświaty i Szkolnictwa Wyższego w obronie studentów oraz, gdy wspólnie z prof. T. Kotarbińskim, na znak protestu przeciwko usunięciu Ireny Krońskiej ze stanowiska kierownika Redakcji Biblioteki Klasyków Filozofii, zrezygnowała z uczestnictwa w Komitecie Redakcyjnym Biblioteki. Nie zważając na doznane wcześniej krzywdy, ujęła się również za represjonowanymi profesorami warszawskimi, chociaż ich działania z lat pięćdziesiątych musiały budzić jej wstręt. Podobnie w 1976 roku była jednym z sygnatariuszy memoriału uczonych skierowanego do sejmu PRL, w którym domagano się obiektywnego zbadania wydarzeń czerwcowych.
Mimo administracyjnych ograniczeń nie zrezygnowała z pracy dydaktycznej, która była jej życiowym powołaniem. Nie mogąc wykładać publicznie, jesienią 1964 roku utworzyła na prośbę swych uczniów ‘privatissimum’, które prowadziła przez prawie dwadzieścia lat. W tym czasie pracowała również intensywnie naukowo. Po opublikowaniu w 1958 roku rozprawy o sceptycyzmie francuskim XVI-XVII wieku, w następnych latach ukazały się jej dwie najważniejsze prace z teorii poznania: Dwa studia z teorii naukowego poznania (1962) i O narzędziach i przedmiotach poznania (1967). W 1972 roku, po ponad trzydziestu latach oczekiwania, udało się autorce opublikować Dwa studia o Platonie. Podsumowaniem jej długoletnich badań nad konwencjonalizmem była rozprawa O konwencjach i konwencjonalizmie wydana w 1975 roku. Ostatnia jej większa praca Wprowadzenie do starożytnej semiotyki greckiej, składająca się z wyboru tekstów filozofów starożytnych oraz obszernego wstępu autorki, ukazała się już pośmiertnie w 1984 roku. Znacznie liczniej pojawiały się na łamach czasopism krajowych i zagranicznych (głównie francuskich) jej mniejsze rozprawy i artykuły.
Wszystkie te prace przyniosły jej uznanie krajowych i zagranicznych środowisk filozoficznych. W 1969 roku, jako pierwsza kobieta w historii, została powołana w skład Institut International de Philosophie, a w 1973 roku została laureatką nagrody naukowej im. Alfreda Jurzykowskiego (Alfred Jurzykowski Foundation, New York). Była członkiem wielu towarzystw naukowych – polskich i zagranicznych (Polskie Towarzystwo Filozoficzne przyznało jej tytuł członka honorowego). Wyrazem uznania osiągnięć naukowych Dąmbskiej było również powołanie jej do międzynarodowego wydawnictwa Archive International d’Histoire des Idées oraz przyznanie przez KUL nagrody im. ks. Idziego Radziszewskiego, której już nie zdążyła odebrać. Przed przejściem na emeryturę otrzymała tytuł profesora zwyczajnego. W 1975 roku za zasługi obywatelskie otrzymała jedyne swe odznaczenie – Krzyż Armii Krajowej. W 1978 podpisała deklarację założycielską Towarzystwa Kursów Naukowych. Mimo ciężkiej choroby pracowała do ostatnich dni życia. Zmarła 18 czerwca 1983 roku, a pochowana została w rodzinnym grobowcu w Rudnej Wielkiej k. Rzeszowa.
W PRL informacje na temat Izydory Dąbskiej podlegały cenzurze. W 1977 roku jej nazwisko znajdowało się na specjalnej liście osób pod szczególną kontrolą cenzury. Zalecenia cenzorskie dotyczące jej osoby zanotował Tomasz Strzyżewski, który w swojej książce o peerelowskiej cenzurze opublikował notkę informacyjną z 7 stycznia 1977 roku Głównego Urzędu Kontroli Prasy, Publikacji i Widowisk. Wytyczne dla cenzorów wymieniały jej nazwisko z adnotacją: "Wszelkie próby popularyzowania w środkach masowego przekazu (prasa codzienna, radio, TV, tygodniki społeczno-polityczne) niżej wymienionych osób należy sygnalizować kierownictwu GUKPPiW". Zalecenia cenzorskie zezwalały jedynie na publikacje w prasie specjalistycznej, naukowej oraz skryptach itp..
W 1984 otrzymała Nagrodę im. Księdza Idziego Radziszewskiego Towarzystwa Naukowego KUL (za rok 1983), za całokształt dorobku naukowego w duchu humanizmu chrześcijańskiego.

## Upamiętnienie

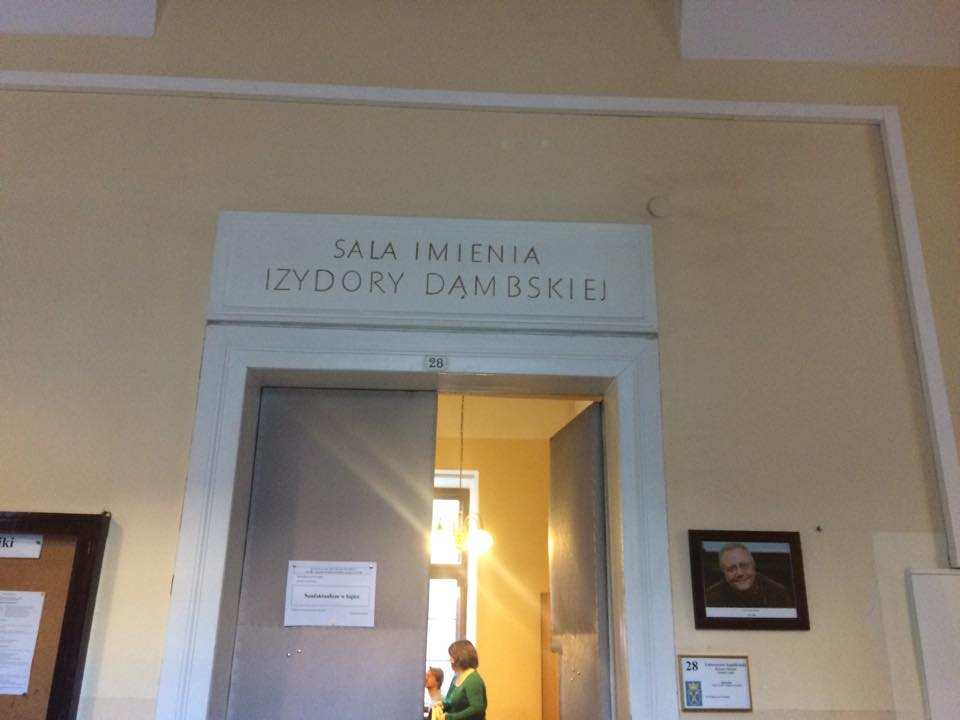
Sala imienia Izydory Dąmbskiej w Collegium Broscianum Uniwersytetu Jagiellońskiego.

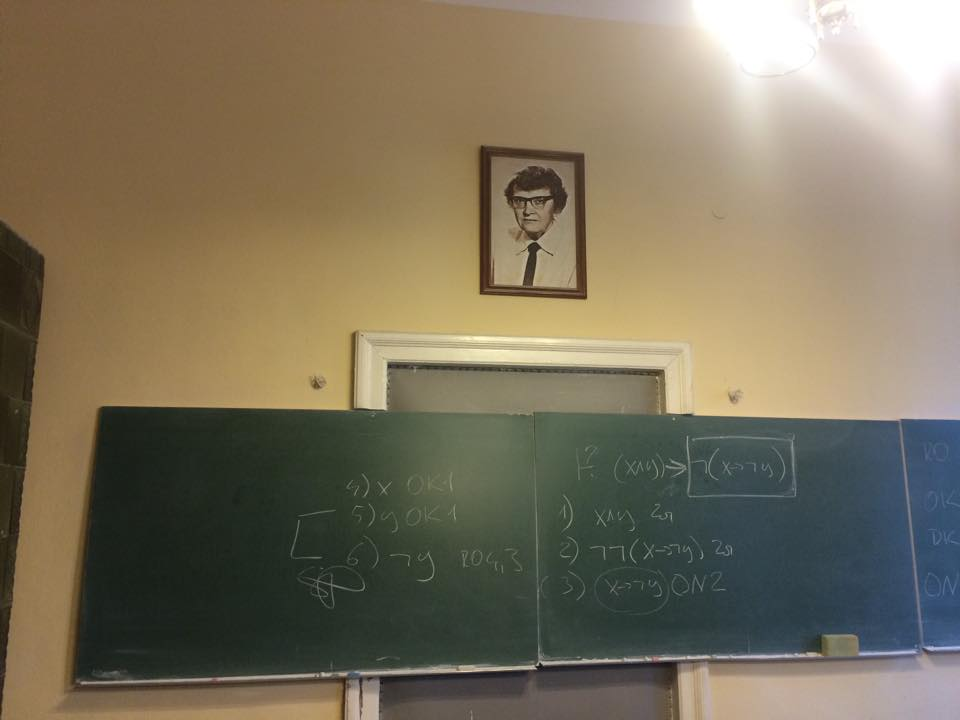
Wnętrze sali imienia Izydory Dąmbskiej w Collegium Broscianum Uniwersytetu Jagiellońskiego.

Papież Jan Paweł II w liście kondolencyjnym po jej śmierci napisał: „Bardzo wiele zawdzięczam Jej życzliwości, a nade wszystko budującemu umiłowaniu prawdy”. Swój wiersz Potęga smaku zadedykował jej Zbigniew Herbert. Po śmierci Dąmbskiej założony i prowadzony przez nią Zespół Teorii Poznania i Metodologii przy Oddziale Krakowskim PTF przyjął jej imię.
Do dziś w Collegium Broscianum Uniwersytetu Jagiellońskiego znajduje się sala imienia Izydory Dąmbskiej.

## Twórczość
Izydora Dąmbska pozostawiła po sobie znaczące dzieła składające się z blisko 300 prac, w tym 11 książek, ponad 100 większych artykułów i rozpraw, kilkunastu przekładów (dzieł: Witwickiego, Gottfrieda Wilhelma Leibniza, Kartezjusza, Teofrasta, Twardowskiego, Sekstusa Empiryka, W. Tatarkiewicza, etyków i semiotyków starożytnych, E. Minkowskiego), kilkudziesięciu recenzji oraz kilkuset odczytów i wykładów pozauniwersyteckich. Poza tym w latach 1937–1983, w ramach współpracy z ukazującą się w Paryżu Bibliographie de la Philosophie, opracowała dla tego wydawnictwa ponad półtora tysiąca not bibliograficznych dotyczących polskich publikacji filozoficznych. Jej działalność nauczycielska wywarła także znaczący wpływ na rozwój powojennej filozofii polskiej. Mimo utrudnień udało jej się skupić wokół siebie dość liczne grono uczniów i współpracowników (należeli do nich m.in. Władysław Cichoń, Zbigniew Herbert, Jerzy Perzanowski, Władysław Stróżewski, Adam Węgrzecki, Jan Vetulani, Jan Woleński, Leopold Zgoda, Zbigniew Zwinogrodzki).
W zakresie etyki, już w okresie przedwojennym, była zwolenniczką wprowadzenia nauczania etyki świeckiej do szkół średnich. Wskazywała, że religia ma tendencję do zawłaszczania tematyki moralnej, prowadzi do zubożenia refleksji etycznej, utrudnia dyskusję i postęp moralny. Wskazywała również, że wraz z procesami sekularyzacji upada jednolitość podstaw etycznych społeczeństwa, przez co konieczna jest świecka edukacja etyczna.

### Prace
Jest autorką wielu prac i artykułów, m.in.:
- O narzędziach i przedmiotach poznania. Z teorii instrumentalnego poznania. O filozofii lingwistycznej, PWN, Warszawa 1967, s. 206, nlb. 2.
- Dwa studia o Platonie, Ossolineum, Wrocław 1972, s. 86, nlb. 2.
- Znaki i myśli. Wybór pism z semiotyki, teorii nauki i filozofii, PWN, Warszawa 1975, s. 260, nlb. 2.
- O konwencjach i konwencjonalizmie, Ossolineum, Wrocław 1975, s. 151, nlb. 1.
- Czterdzieści lat filozofii we Lwowie 1898–1938, Przegląd Filozoficzny R. 44, 1948.
- Filozofia na Uniwersytecie Jana Kazimierza we Lwowie w l. 1918–1939, „Zeszyty Lwowskie” 1971 nr 2.
- Franciszek Brentano a polska myśl filozoficzna – Kazimierz Twardowski i jego szkoła, Ruch Filozoficzny T. 37, 1979, nr 1/2.
- Kazimierz Twardowski, Znak R. 21, 1969, nr 7/8.
- O niektórych etycznych i metaetycznych poglądach w Szkole Lwowsko-Warszawskiej (oprac. Ryszard Jadczak) – Przegląd Filozoficzny – Nowa Seria R. 3, 1994, nr 4.
- O niektórych koncepcjach metafilozoficznych w szkole lwowsko-warszawskiej, W Jak filozofować?: studia z metodologii filozofii Warszawa: Państwowe Wydawnictwo Naukowe, 1989.
- O niektórych poglądach Kazimierza Twardowskiego z zakresu teorii nauk, „Kwartalnik Filozoficzny” T. 16, 1939/46, z. 1.
- O niektórych poglądach z zakresu teorii nauki w szkole lwowsko-warszawskiej, „Zeszyty Naukowe KUL” R. 23, 1980, nr 1.
- Semiotyczne koncepcje w filozofii Kazimierza Twardowskiego, W Znaki i myśli. Wybór pism z semiotyki, teorii nauki i historii filozofii, Państwowe Wydawnictwo Naukowe, Warszawa 1975.
- Z semantyki przymiotników, w: Prace z pragmatyki, semantyki i metodologii semiotyki Wrocław: Ossolineum; Warszawa: Zakład Semiotyki Logicznej Uniw. Warszawskiego: Znak-Język-Rzeczywistość: Polskie Towarzystwo Semiotyczne, 1991.
- „Próba kontaktu” z myślą filozoficzną Henryka Elzenberga (1887–1967). „Znak” 1967 nr 159.
- Problem śmierci w kulturze chrześcijańskiej, „Znak” 1986 nr 374.
- Knowledge, Language and Silence. Selected Papers, Brill-Rodopi, Leiden-Boston 2015, s. 404.